# Maximilian Ferdinand Wocke

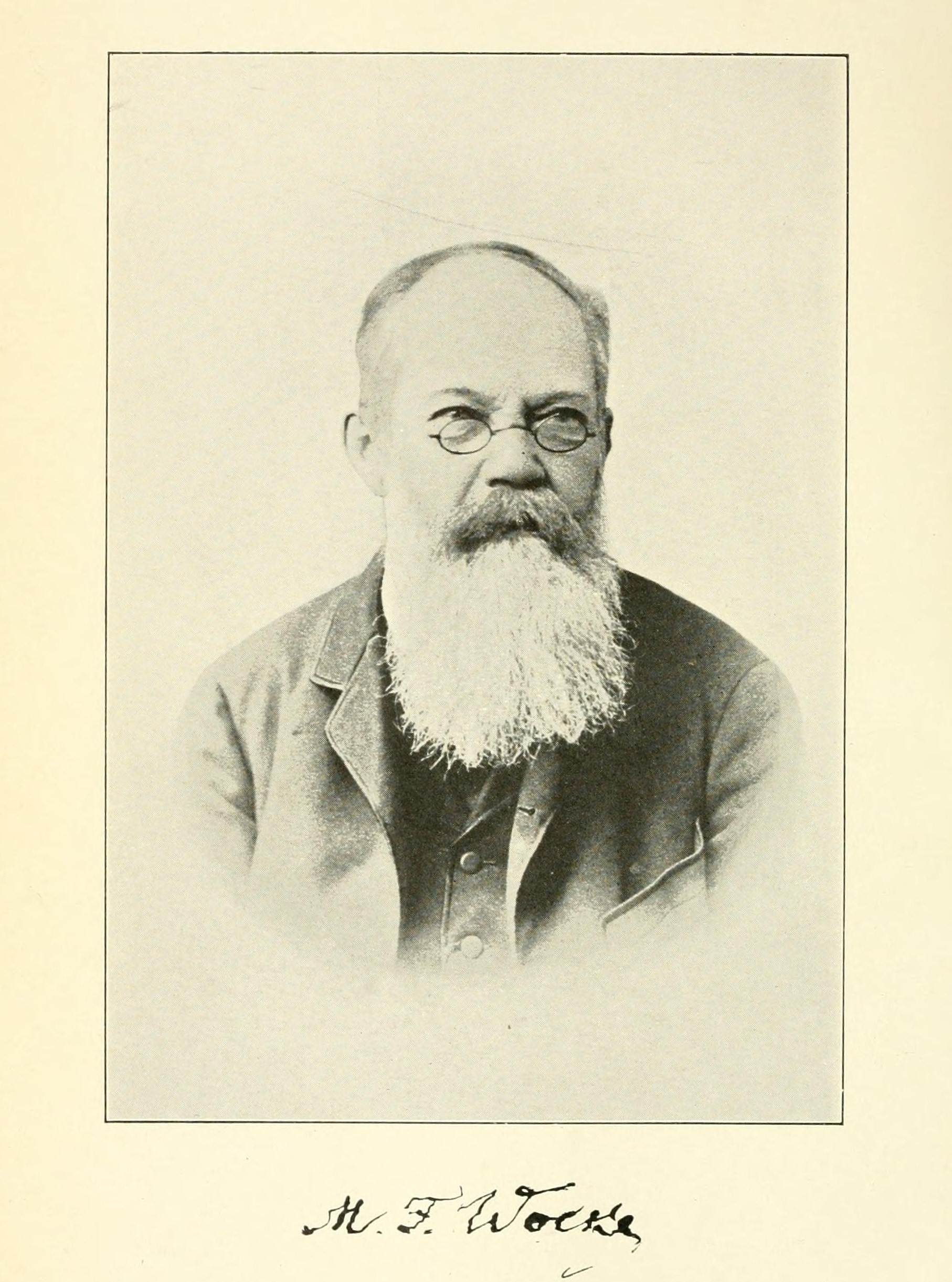
Maximilian Ferdinand Wocke

Maximilian Ferdinand Wocke  (* 27. November 1820 in Breslau; † 7. November 1906 ebenda) war ein deutscher Entomologe, Apotheker und Arzt.

## Leben
Wockes Vater hatte eine der bedeutendsten Apotheken in Breslau und auch Maximilian Wocke wurde Apotheker in Breslau. Er studierte Medizin in Breslau und Berlin und wurde 1844 promoviert. Wocke war Vorsitzender des Vereins für Schlesische Insektenkunde und Ehrenmitglied der Schlesischen Gesellschaft für Vaterländische Kultur. Er befasste sich mit Schmetterlingen und speziell Kleinschmetterlingen.
Er veröffentlichte Kataloge von Schmetterlingen aus Schlesien und mit Otto Staudinger Kataloge europäischer Schmetterlinge und vollendete das Werk von Hermann von Heinemann über die Schmetterlinge Deutschlands (1876).
Ein Teil seiner Sammlung kam 1907 nach Sankt Petersburg. Weitere Teile kamen über Staudinger nach Dresden.

## Schriften
- Catalogus lepidopterorum Silesiae, Breslau 1853, (Digitalisat in der Deutschen Digitalen Bibliothek)
- mit Otto Staudinger: Catalog der Lepidopteren Europa’s und der angrenzenden Länder. Dresden: Staudinger & Burdach 1861
- Reise nach Finmarken. II. Microlepidopteren. In: Stettiner Entomologische Zeitung. 23, 1862, S. 233–257.
- Otto Staudinger: Catalog der Lepidopteren des Europaeischen Faunengebiets. Dresden: Staudinger 1871
- mit Hermann von Heinemann: Die Schmetterlinge Deutschlands und der Schweiz. 2 Abteilung. Kleinschmetterlinge. Band 2, Heft 2, Die Motten und Federmotten. Braunschweig: Schwetschke 1876